# John Gould Fletcher
John Gould Fletcher (Little Rock, 3 de janeiro de 1886 — Little Rock, 10 de maio de 1950) foi um poeta imagista (o primeiro poeta do sul a vencer o Prêmio Pulitzer), autor e autoridade sobre pintura moderna. Nasceu numa família de proeminência social, e após frequentar a Phillips Academy, Fletcher estudou na Universidade Harvard entre 1903 a 1907.

## Biografia
Fletcher viveu na Inglaterra grande parte de sua vida. Enquanto na Europa ele se uniu a Amy Lowell, Ezra Pound e outros poetas imagistas; ele foi um dois seis poetas imagistas que adotaram o nome. Fletcher começou uma relação com Florence Emily “Daisy” Arbuthnot (nascida Goold) em sua casa em Kent. Ela tinha sido casada com Malcolm Arbuthnot e o adultério dela com Fletcher foi a base para o divórcio. O casal casou-se em 5 de julho de 1916. O casamento não deu filhos, mas o filho e filha de Arbuthnot de seu antigo casamento viveram com o casal, que depois se divorciou.
Em 18 de janeiro de 1936, Fletcher casou com a famosa autora de livros infantis, Charlie May Simon. Os dois construíram "Johnswood", uma residência perto do rio Arkansas. Viajavam frequentemente para Nova Iorque para o estímulo intelectual, e para o oeste e sul norte-americano, por conta do clima, depois que Fletcher desenvolveu artrite crônica.
Fletcher sofria de depressão, e em 10 de maio de 1950, ele se suicidou, afogando-se em uma lagoa perto de sua casa, no Arkansas. Fletcher está enterrado no histórico Cemitério Mount Holly em Little Rock. Um ramo da Biblioteca Central de Arkansas tem seu nome, em sua homenagem.

## Obras
- Irradiations Sand and Spray, Boston, Houghton Mifflin Co., 1915
- Goblins and Pagodas, Boston, Houghton Mifflin Co., 1916
- Japanese Prints, Four Seas, 1918, LC 18017484
- The Tree of Life, Londres, Chattus Windus, 1918
- Breakers and Granite, Nova Iorque, MacMillan Co., 1921
- Paul Gauguin, His Life and Art, N. L. Brown, 1921, LC 20114210
- Preludes and Symphonies, Macmillan, 1930 ISBN 978-1-4255-0347-5
- Life Is My Song: The Autobiography Of John Gould Fletcher, Farrar & Rinehart, 1937 ISBN 978-0-404-17098-1
- South Star, Nova Iorque, MacMillan Co., 1941

## Traduções
- Gravuras Japonesas (tradução de Anderson Lucarezi e Lucas Zaparolli de Agustini), Editora Benfazeja, 2017